# Алга (Лейлекский район)

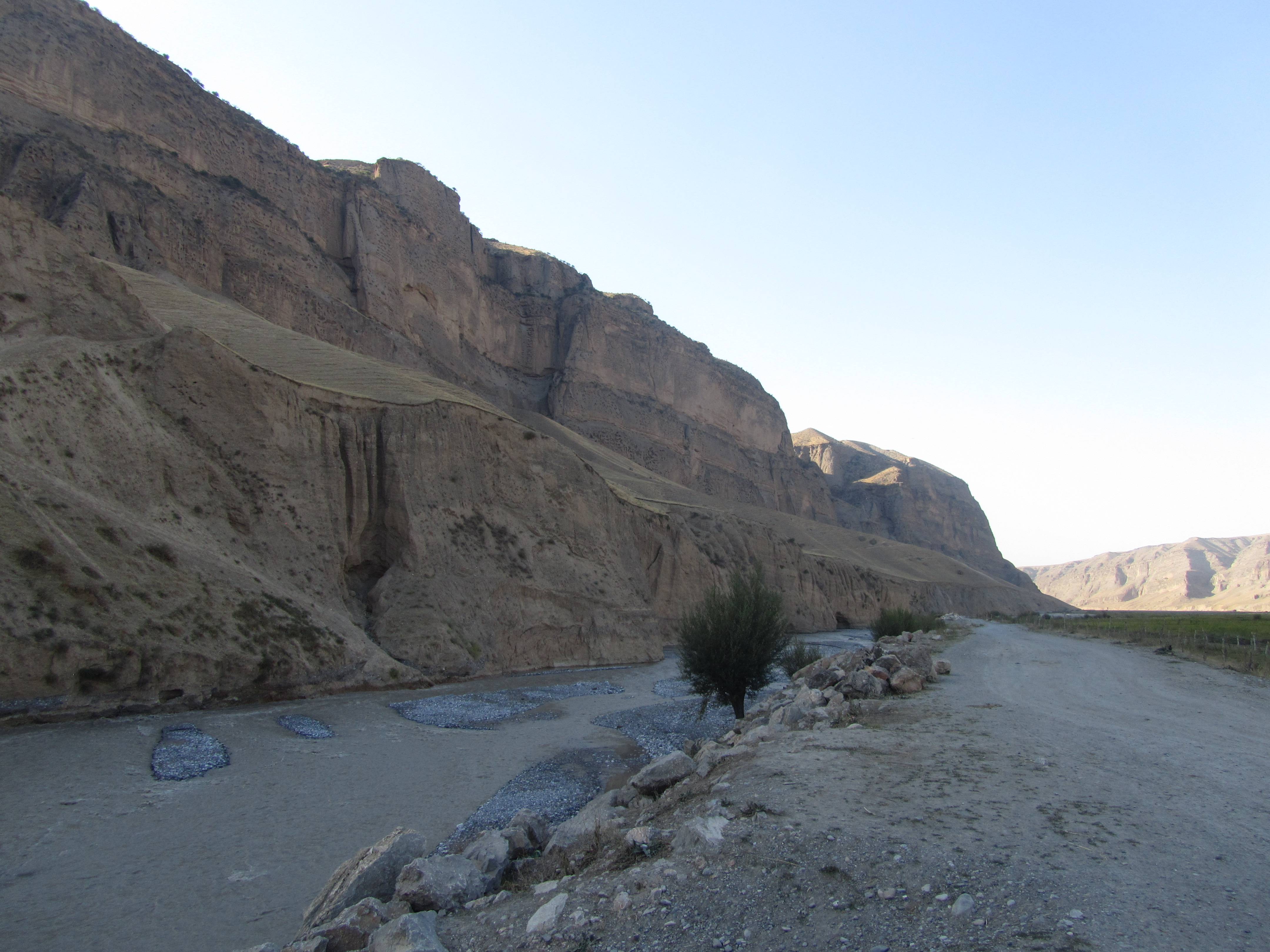
Река Ак-Суу у села Алга

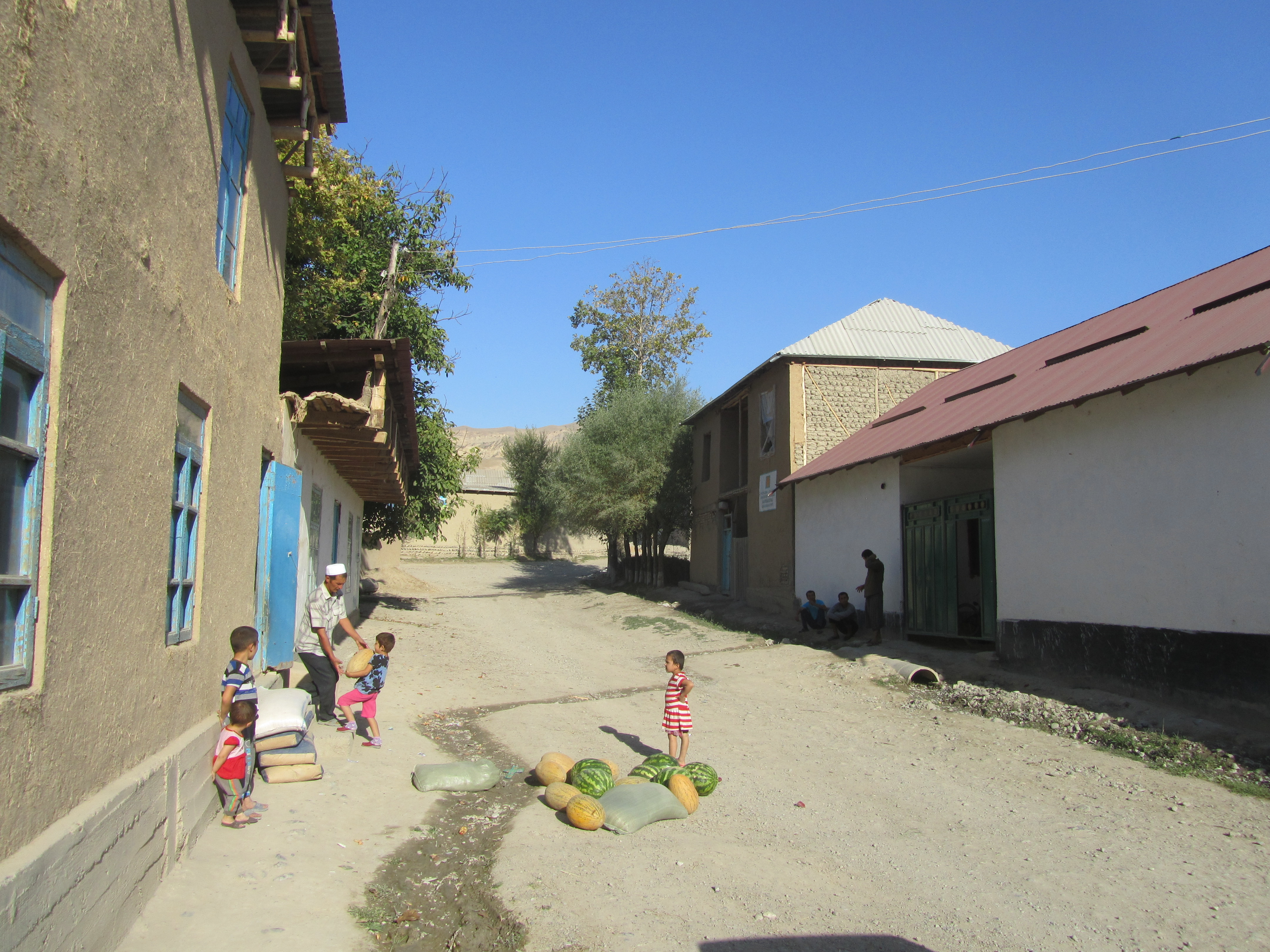
Алга

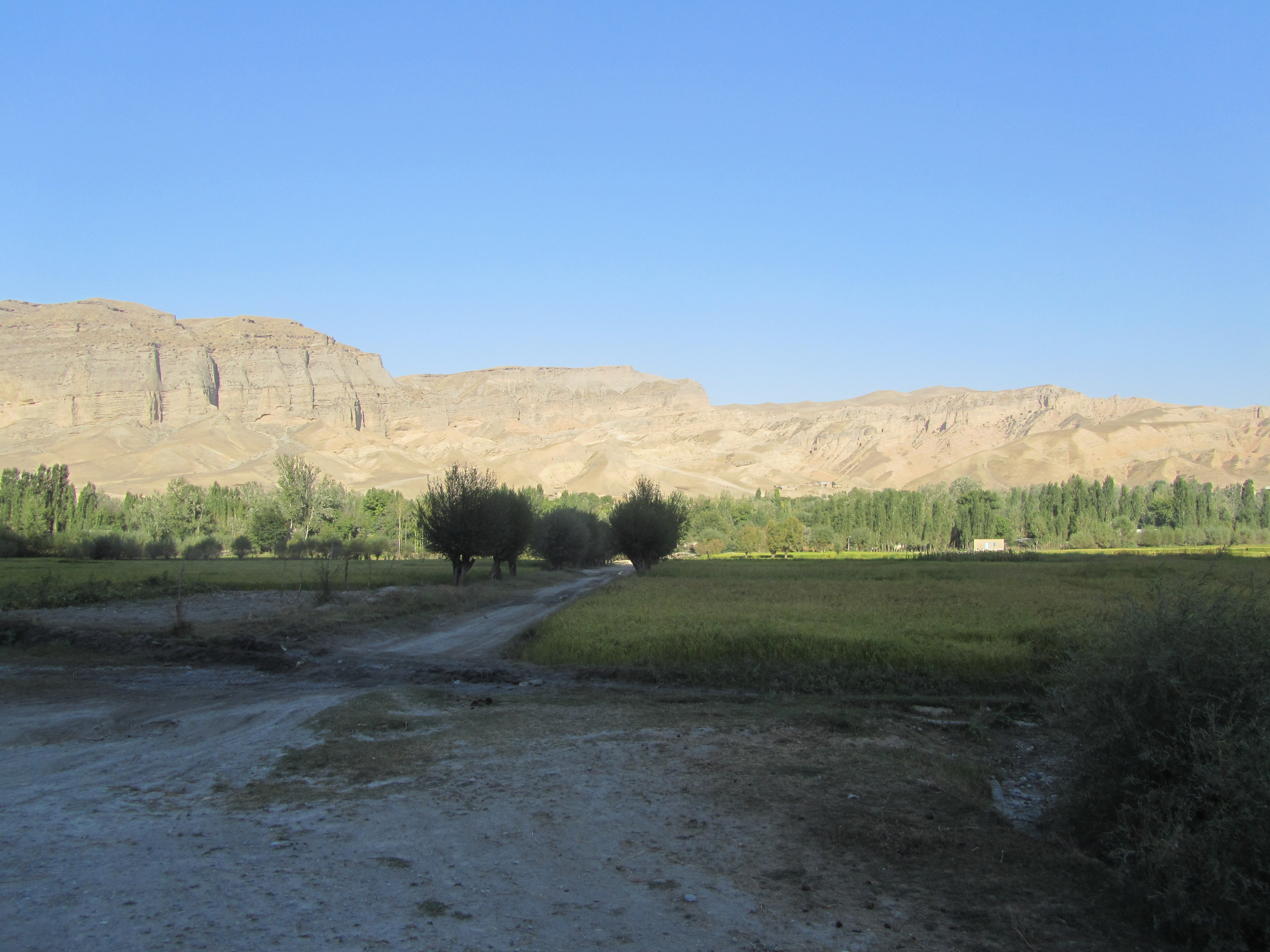
Рисовые поля в окрестностях Алги

Алга (другое название — Яр-Киштак) (кирг. Алга) — село в Лейлекском районе Баткенской области Кыргызстана. Входит в состав Ак-Сууского аильного округа.
Расположено на юго-западе Кыргызстана, вблизи границы с Таджикистаном на реке Ак-Суу, притоке р. Сырдарья в 19 км к северо-западу от районного центра г. Исфана.
Согласно переписи 2009 года, население Алга составляло 1 022 человека.